# Cendrillon

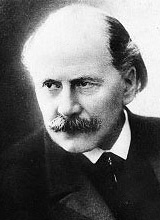
Jules Massenet

Cendrillon (Askungen) är en fransk opera (conte de fées) i fyra akter med musik av Jules Massenet och libretto av Henri Cain efter Charles Perraults version av sagan om Askungen i Gåsmors sagor (1698).

## Historia
För att komma in i den rätta inspirationen under komponerandet bosatte sig Massenet i ett 1600-tals hus beläget i Pont-de-l'Arche i Normandie, som en gång hade tillhört hertiginnan av Longueville. Massenet köpte till och med ett stort antikt bord på vilket han spred ut sina manuskriptsidor. Försöket att skapa en populär sagoopera i linje med Humperdincks Hans och Greta (1893) lyckades inte, och Massenet kunde inte heller tävla med Rossinis opera med samma motiv, La Cenerentola (1817). 
Massenet deltog mycket aktivt i repetitionsarbetet och var närvarande vid 68 av de 98 repetitionerna. Operan hade premiär den 24 maj 1899 på Opéra-Comique i Paris.

## Personer
- Cendrillon, också kallad Lucette (Askungen) (sopran)
- Madame de la Haltière, Cendrillons styvmor (kontraalt)
- Le Prince Charmant (Drömprinsen) (falcon[1] eller 'soprano de sentiment')
- La Fée (Fen) (lätt sopran)
- Noémie, Cendrillons styvsyster (sopran)
- Dorothée, Cendrillons styvsyster (mezzosopran)
- Pandolfe, Cendrillons fader ('basse chantante' eller baryton)
- Le Roi (kungen) (baryton)
- Le Doyen de la Faculté (Dekanus) (tenor)
- Le Surintendant des plaisirs (baryton)
- Le Premier Ministre ('basse chantante' eller baryton)
- 6 andar (4 sopraner och 2 mezzosopraner)

## Handling

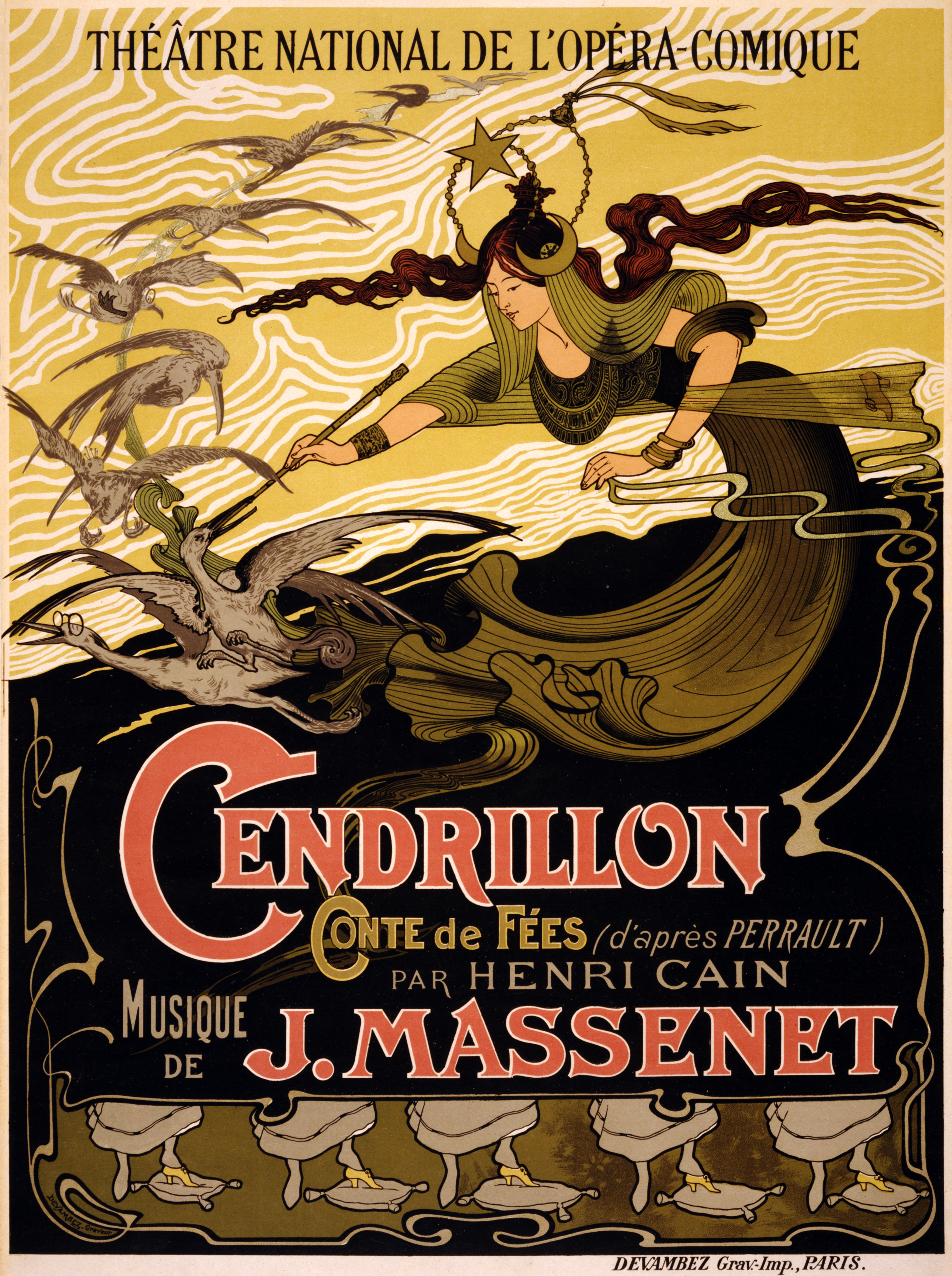
Affisch till premiären.

### Akt I
Madame de la Haltières döttrar Noémie och Dorothée skall på bal hos prinsen medan styvdottern Lucette (Askungen) som vanligt får stanna hemma. När de har åkt sin väg drömmer Askungen om att själv komma till balen, och en fe förvandlar hennes lumpor till en överdådig klänning och ger henne lov att gå på balen, på villkor att hon är hemma före midnatt.

### Akt II
Prinsen skall välja en brud på balen, men ingen av de unga damerna intresserar honom. Först då Askungen visar sig blir han förälskad, men fastän hon lovar att bli hans skyndar hon bort när klockan slår tolv. I hastigheten tappar hon den ena av sina glasskor.

### Akt III
Då alla har kommit hem efter balen berättar Askungens styvsystrar om den okända flickan som uppfört sig skamlöst, och Askungen blir så olycklig att hon beslutar att rymma till sitt barndomshem, där hon var lycklig. På vägen passerar hon genom feernas skog och möter prinsen. Han friar till henne, och fen viftar med sitt trollspö och båda faller i sömn.

### Akt IV
Askungen har förts tillbaka till styvmoderns hus i medvetslöst tillstånd, och hennes far berättar då hon kvicknar till att hon har yrat och pratat något om en sko. Ute på gatan uppmanas alla flickor i staden att komma till kungaslottet och prova Askungens tappade glassko för att prinsen skall kunna finna sin älskade igen. Fen för Askungen till slottet där hon till allmänt jubel förenas med prinsen.